# DUO 3.0
『DUO 3.0』（デュオさんてんぜろ）は、英単語帳である。著者は鈴木陽一であり、アイシーピーから出版されている。2000年3月15日発売。 1994年10月に発行された英単語帳『DUO』および1997年4月に発行されたその改訂版『DUO 2.0』を前身とする。また、『DUO 3.0』から重要単語のみを選んだ受験用の英単語集として、『DUO select』が存在する。
単語と熟語の合計約2600語彙を収録している。収録されている単語は、TOEICの600点から780点レベルに相当する。
『速読英単語』や『システム英単語』といった単語帳と同様に、単語を単体ではなく文脈のなかで学習させる形式である。そして、約2600語彙に対し、例文は560と少なくなっていることが特徴となっている。また、これらの例文は、文の示す状況を想像しやすくするような「強いイメージ性」を有しており、そのため単語を記憶しやすくなっているともされる。

## 刊行の経緯
1993年、著者の鈴木陽一は、英単語帳『WAO』を執筆した。しかし、鈴木陽一はその内容についていまだ不十分なものだと考え、独自に出版社を立ち上げて、新たなより良い単語帳を出版して書店に売り込むことを決めた。翌年の1994年に出版されたその単語帳が『DUO』であり、『WAO』の収録例文数約250に対し、『DUO』は475例文を収録しており、大幅に内容が強化されていた。
『DUO』の狙いは、単なる箇条書き形式の単語帳、あるいは一単語に一例文が対応する形式の単語帳といったこれまでの単語帳の欠点を克服することにあった。すなわち、少ない例文のなかに覚えるべき単語・熟語を詰め込むことで、読まなければならない例文を減らしながら、文章のなかで単語を覚えられるようにしようと試みたのである。晴山陽一によれば、この機能面での画期性のため、『DUO』はかなりの売れ行きを示した。晴山陽一は、『DUO』を1990年代の英語本の「4大ベストセラー」の一つであると紹介している。
しかし、以上のような方針のために、かえって『DUO』には無理に単熟語を詰め込んだ違和感のある例文が多くなってしまい、この点がしばしば批判されたという。その後、改訂版の『DUO 2.0』および2000年発売の『DUO 3.0』において、この問題点について改良が図られた。また、この2回の改訂で、見出し語数が1820から1572に減少し、逆に収録熟語数が578から997へと大幅に増加しており、熟語集としての機能の強化も行われた。	

## 評価
『DUO』の販売部数は200万部以上に及び、台湾・韓国などでも翻訳され発売されているという。アマゾンジャパン合同会社によれば、2011年と2012年の両年においては、最もよく売れた語学書でもあった。ビジネス誌『PRESIDENT』2018年4月16日号の特集「最新「英語」の学び方」では、「最高の英語テキスト・英会話スクール 2018ランキング」のテキスト部門1位に選ばれている。
作家の清涼院流水は、『DUO 3.0』について、日本で最も使われている英単語帳であり、内容面でも優れた語学書であると評している。ただし、TOEICには出題されないような単語も含まれているため、TOEIC対策の参考書としては『キクタン』など他の単語帳に劣るとも述べている。
晴山陽一は、例文の数を絞り込むという機能面での画期性があるだけでなく、収録単語の語義についても丁寧に検討されていると評している。一方で、それぞれの単語に対してかなりの情報が記載されているため、冒頭からすべてを記憶するのは難しいという欠点が存在するという。そのため、まずは例文を読み進めていくことを意識する必要があるなど、利用するにあたって工夫が必要となる参考書であると評している。